# Enigmomorphus
Enigmomorphus is een vliegengeslacht uit de familie van de roofvliegen (Asilidae).

## Soorten
- E. paradoxus Hermann, 1912